# Bishop Museum
Bishop Museum är ett museum i Honolulu som fokuserar sig på Hawaiis ursprungsbefolknings kultur och naturvetenskap. Museets namn syftar på en hawaiiansk prinsessa och filantrop Bernice Pauahi Bishop.
Museet är Hawaiis största.

## Historia
Museet invigdes år 1889 av Bernice Pauahis änkeman Charles Bishop med hjälp av sin frus testamente. Ursprungligen bestod museiföremålen endast av traditionella hawaiianska föremål och kungafamiljs släktklenoder. På museets nuvarande tomt fanns Kamehameha-skolor. Skolorna grundades också med hjälp av Bishops testamente.
År 1982 tillades museet till National Register of Historic Places.

## Idag
Museiföremålen inkluderar miljontals föremål, dokument, fotografier som handlar om hawaiianer men också andra Polynesiens ursprungsfolk: t.ex. öppnades det en specialutställning om samoansk tatueringskultur.
Den naturvetenskapliga avdelningen har ett observatorium och planetarium.
Museet organiserar regelbundet hula-föreställningar och workshops om att göra en lei och andra traditionella hantverk. En del av museets utrymme går också att hyra för privatevenemang.
År 2021 var antal besökare 155 000 enligt museet.